# Karl Hugo Strunz
Karl Hugo Strunz (24. února 1910 Weiden in der Oberpfalz – 19. dubna 2006 Unterwössen) byl německý mineralog, profesor a tvůrce v současnosti používaného systému klasifikace minerálů.

## Vzdělání
Po dokončení střední školy v Regensburgu začal studovat v roce 1929 v Mnichově na Ludwig-Maximilians-Universität přírodní vědy se zaměřením na mineralogii. V roce 1933 na této univerzitě získal doktorát z filozofie. O dva roky později získal doktorát v oboru technických věd na Technische Universität München.
V roce 1937 nastoupil do Mineralogického muzea v Berlíně a stal se asistentem Paula Ramdohra. V roce 1938 mu byl udělen titul docenta.
Od roku 1939 do konce 2. světové války působil jako docent mineralogie a petrologie na Friedrich-Wilhelm-Universität (od roku 1946 Humboldtova Univerzita) v Berlíně. Poté působil jako profesor mineralogie na Philosophisch-Theologischen Hochschule v Regensburgu, kde založil Mineralogicko-geologický institut, ze kterého později vznikl Národní výzkumný ústav aplikované mineralogie.
V roce 1951 se stal vedoucím katedry Mineralogie a petrologie na Technické univerzitě v Berlíně. Během několika let při ní vybudoval Mineralogický institut, ve kterém pak pracoval až do svého odchodu do důchodu v roce 1978. Během této doby publikoval přes 200 vědeckých prací a pojednání.
Mineralogická zkoumání zavedla Strunze do většiny zemí Evropy a několika zemí Afriky.
Karl Hugo Strunz byl zakládajícím členem Mezinárodní mineralogické asociace (IMA) a v letech 1958 – 1970 předsedou „Mineral Data Commission“ IMA. Kromě toho byl v letech 1964 – 1970 viceprezidentem a v letech 1970 – 1974 prezidentem IMA.

## Dílo
V roce 1941 poprvé vyšlo jeho dílo „Mineralogischen Tabellen", ve kterém rozdělil známé minerály podle krystalochemických vlastností do devíti tříd.
V roce 1971 byl oceněn Medailí Emanuela Bořického, která je udělována Univerzitou Karlovou v Praze.